# Zulfija Sulejmienowa
Zulfija Bułatowna Sulejmienowa (ur. 25 lutego 1990) – kazachska polityczka. 

## Życiorys
Sulejmienowa urodziła się 25 lutego 1990 w Aktobe (ówcześnie w Kazachskiej Socjalistycznej Republice Radzieckiej).

### Edukacja i kariera zawodowa
Ukończyła studia licencjackie (2012) i magisterskie (2014) ze stosunków międzynarodowych na Eurazjatyckim Uniwersytecie Narodowym im. Lwa Gumilowa. Jej praca dyplomowa skupiała się na współpracy międzynarodowej w dorzeczu Syr-darii. Posiada doktorat z National Graduate Institute for Policy Studies w Tokio.
W 2014 roku pracowała jako badaczka ds. regionalnego i globalnego bezpieczeństwa w kazachskim think tanku. Od stycznia 2020 do stycznia 2021 roku pracowała jako zastępczyni dyrektora departamentu polityki środowiskowej, zrównoważonego rozwoju i zielonych technologii w Ministerstwie Ekologii, Geologii i Zasobów Naturalnych.

### Działalność polityczna
W wyborach parlamentarnych w Kazachstanie w 2021 roku została wybrana do Mażylisu Parlamentu Republiki Kazachstanu siódmej kadencji z ramienia partii Nur Otan. W Mażylisie zasiadała w Komisji ds. zagranicznych, obrony i bezpieczeństwa. W lutym 2022 dołączyła do nowego klubu parlamentarnego Żanga Kazakstan.
Od marca 2022 roku do stycznia 2023 roku była wiceministrą w Ministerstwie Ekologii, Geologii i Zasobów Naturalnych w pierwszym rządzie Alichana Smaiłowa. 4 lutego 2023 została powołana na ministrę w tym ministerstwie. Stanowisko pełniła do 1 września 2023. Została najmłodszą członkinią rządu Smaiłowa.
Od 21 września 2023 roku pełni funkcję doradcy Prezydenta Republiki Kazachstanu jako Specjalna Przedstawicielka Prezydenta ds. Międzynarodowej Współpracy Środowiskowej.

### Pozostałe informacje
Mówi płynnie w języku kazachskim, języku rosyjskim i języku angielskim. Jest weganką.
W 2024 roku została odznaczona Orderem „Honor”.